# Coprophanaeus terrali
Coprophanaeus terrali là một loài bọ cánh cứng trong họ Bọ hung (Scarabaeidae).